# World-Airways-Flug 30H
Der World-Airways-Flug 30H (Flugnummer IATA: WO30H, ICAO: WOA30H, Funkrufzeichen: WORLD 30H) war ein US-amerikanischer Inlandslinienflug der World Airways vom Oakland International Airport zum Logan International Airport mit einem planmäßigen Zwischenstopp auf dem Newark Liberty International Airport. Am 23. Januar 1982 verunglückte auf diesem Flug die eingesetzte McDonnell Douglas DC-10-30CF bei der Landung auf dem Zielflughafen, nachdem sie wegen Aquaplaning von der Landebahn abkam und in den Boston Harbor stürzte. Bei dem Unfall wurden 39 Insassen verletzt, zwei Insassen blieben vermisst und es wird vermutet, dass diese ertrunken sind.

## Maschine
Bei der verunglückten Maschine handelte es sich um eine 1980 gebaute McDonnell Douglas DC-10-30. Das Flugzeug trug die Werknummer 47821, es handelte sich um die 320. DC-10 aus laufender Produktion, welche im Werk von McDonnell Douglas in Long Beach, Kalifornien endmontiert wurde. Das Roll-Out der Maschine erfolgte am 7. März 1980. Am 27. Mai 1980 wurde die Maschine an die World Airways ausgeliefert, die diese mit dem Luftfahrzeugkennzeichen N113WA zuließ. Das dreistrahlige Langstrecken-Großraumflugzeug war mit drei Triebwerken des Typs General Electric CF6-50C2 ausgestattet. Die Gesamtbetriebsleistung der Maschine bis zu dem Unfall belief sich auf 6.327 Betriebsstunden.

## Insassen
Den Flug von Newark nach Boston hatten 200 Passagiere angetreten. Es befand sich eine zwölfköpfige Besatzung an Bord der Maschine: 
- Der 58-jährige Flugkapitän Peter J. Langley verfügte über Musterberechtigungen für die Flugzeugtypen Boeing 727, Douglas DC-8 und Douglas DC-10. Seine Flugerfahrung belief sich auf 18.091 Stunden, wovon 1.969 Stunden auf die Douglas DC-10 entfielen.
- Der 38-jährige Erste Offizier Donald C. Hertzfeldt verfügte über 8.600 Stunden Flugerfahrung.
- Der 56-jährige Flugingenieur William L. Rogers konnte 20.000 Stunden Flugerfahrung vorweisen.
- Die neunköpfige Kabinenbesatzung bestand aus den Flugbegleiterinnen Lisa Jorgensen, Lynne Paris, Debi Groves, Joan McCaul Sayeg, Susan Hayes, Annabella Pidlaoan, Bobbi Sue Griffey sowie den Flugbegleitern Marcel F. deLannoy und Brian J. Linke.

## Unfallhergang

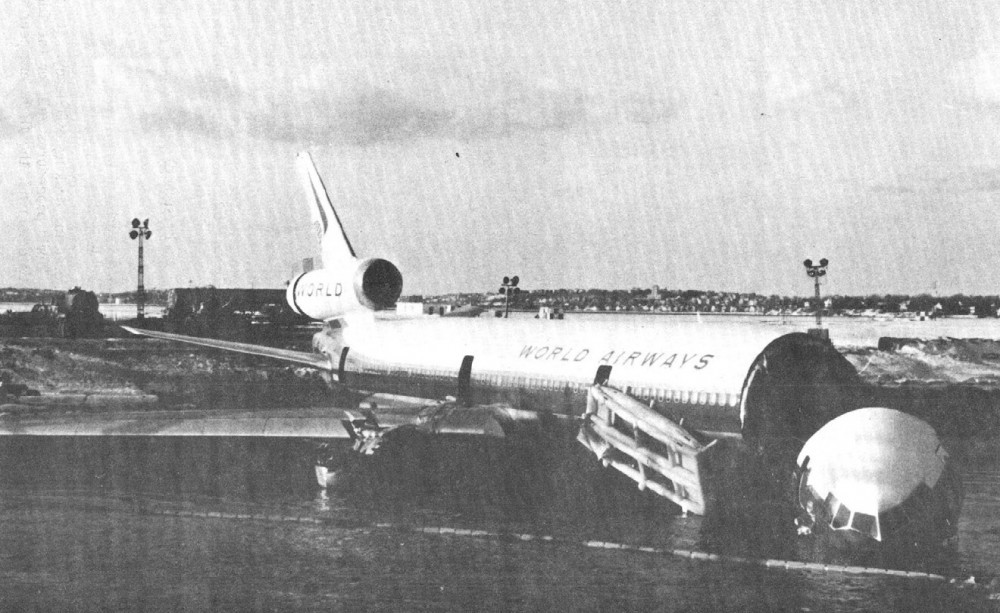
Das Wrack der Maschine

Die zuletzt auf dem Newark International Airport gestartete Maschine führte einen Anflug auf Landebahn 15R des Logan International Airport durch. Die Maschine setzte bei der Landung 2.800 Fuß hinter der Landebahnschwelle auf. Als die Piloten erkannten, dass die Maschine das Landebahnende überrollen würde, lenkten sie sie seitlich von der Landebahn herunter, um eine Kollision mit dem Steg der Anflugbefeuerung zu vermeiden. Die Maschine schlitterte um 19:36:40 Uhr Ortszeit ins Wasser und kam 250 Fuß hinter dem Landebahnende und 110 Fuß links von der Anfluggrundlinie zum Stehen. Die Bugsektion riss ab und versank bis zur ersten Passagiersitzreihe im Meer. Zunächst wurde vermeldet, dass alle 212 Insassen, darunter die spätere Filmregisseurin Justine Shapiro lebend gerettet werden konnten. Drei Tage nach dem Unfall wurde bekannt, dass zwei Passagiere, Walter Metcalf (70) und sein Sohn Leo Metcalf (40) nicht gefunden werden konnten. Die beiden hatten kurzfristig ihren Flug umgebucht, weshalb sie sich nicht auf der Passagierliste befunden hatten. Sie waren zwei von drei Personen, die bei dem Unfall ins Wasser geschleudert wurden und konnten Berichten zufolge beide nicht schwimmen. Sie gelten bis heute (Stand: Mai 2022) als verschollen. Es wird vermutet, dass sie in dem 30 °F (−1 °C) kalten Wasser des Boston Harbor ertrunken waren. Einer Theorie zufolge konnten die Körper der beiden Vermissten nie gefunden werden, da sie durch die Gezeitenströmung im Boston Harbor weit vom Flughafen weggeschwemmt wurden.

## Ursache
Das National Transportation Safety Board (NTSB) übernahm nach dem Unfall die Ermittlungen zur Unfallursache. Die Ermittler stellten fest, dass das späte Aufsetzen der Maschine auf der 10.000 Fuß langen Landebahn unter normalen Bedingungen ohne größere Folgen geblieben wäre. Zu dem Unfall habe insbesondere die kaum vorhandene Bremsleistung auf der vereisten Landebahn beigetragen.